# 波氏似弱棘魚
波氏似弱棘魚，為輻鰭魚綱刺尾鯛目弱棘魚科似弱棘魚屬的其中一種，分布於中西太平洋的巴布亞紐幾內亞海域，棲息深度40-90公尺，體長可達11公分，為底棲性魚類，生活在礁石區，屬肉食性，生活習性不明。

## 擴展閱讀
維基物種上的相關：波氏似弱棘魚